# Auspicier
Auspicier (latin auspicia, plural av auspicium, av auspex, teckentydare, av avis, fågel, och specere, skåda) var i antikens Rom de tecken som ansågs sända av gudarna och betecknade även teckenskådning genom att studera fåglars flykt och beteenden för att förutsäga utgången av ett företag, till exempel en strid. 
Romerska ämbetsmän lät utföra sådan teckenskådning och auspiciernas betydelse var stor. Om en fältherre i trots av ogynnsamma tecken började en strid, ådrog han sig enligt den allmänna åsikten en svår skuld. När efter ett ämbetsmannaval augurskollegiet förklarade, att en felaktighet blivit begången vid auspicierna, måste den nyvalde ämbetsmannen avgå.
Från att beteckna befälhavarens rätt att anställa teckenskådning övergick ordet auspicier att beteckna befäl, styrelse, hägn eller ledning, och därav uttrycket "under någons auspicier". Dessutom användes ordet om de tecken eller förebud, som erhölls och uttolkades, varav kommer bland annat uttrycket "lyckliga, gynnsamma auspicier".